# Christopher Forbes
Christopher (Kip) Forbes (1951) è un editore e collezionista d'arte statunitense, è vice presidente della Forbes Publishing company, fondata da suo nonno nel 1917.
È il terzo dei cinque figli del magnate dell'editoria Malcolm Forbes.
Ha frequentato la St. Mark's School a Southborough, Massachusetts e la Princeton University.
Da sempre interessato all'arte e al collezionismo, ha collaborato con suo padre al restauro del Château de Balleroy in Normandia e della Old Battersea House a Londra.
Ha fatto parte dei consigli di amministrazione di vari musei e ha scritto numerosi libri e cataloghi sull'arte ed il collezionismo, tra i quali Fabergé: The Forbes Collection, con Robyn Tromeur, pubblicato da Hugh Lauter Levin.